# Johnnie Tolan
John Tolan (22 de outubro de 1918 – 6 de junho de 1986) foi um automobilista norte-americano que esteve dez (três) 500 Milhas de Indianápolis, quando a prova fazia parte do calendário da Fórmula 1 de 1950 até 1960: 
1951 (não se qualificou), 1952 (não se qualificou), 1953 (não se qualificou), 1954 (não se qualificou), 1955 (não se qualificou), 1956, 1957, 1958, 1959 (não se qualificou), 1960 (não se qualificou).